# GEMÜ
Die GEMÜ Gebr. Müller Apparatebau GmbH & Co. KG ist eine Unternehmensgruppe mit Sitz im hohenlohischen Ingelfingen. GEMÜ ist spezialisiert auf Armaturen für industrielle Anwendungen. Über ein Netz aus Tochtergesellschaften und Handelspartnern ist das Unternehmen in über 50 Ländern vertreten.

## Geschichte
Fritz Müller (1939–2021) gründete das Unternehmen im Jahr 1964 und entwickelte ein erstes Magnetventil aus PVC. Vier Jahre später bezog das Unternehmen das erste eigene Produktionsgebäude. Parallel mit der geografischen Expansion wurde das Produktprogramm ausgebaut.

## Standorte

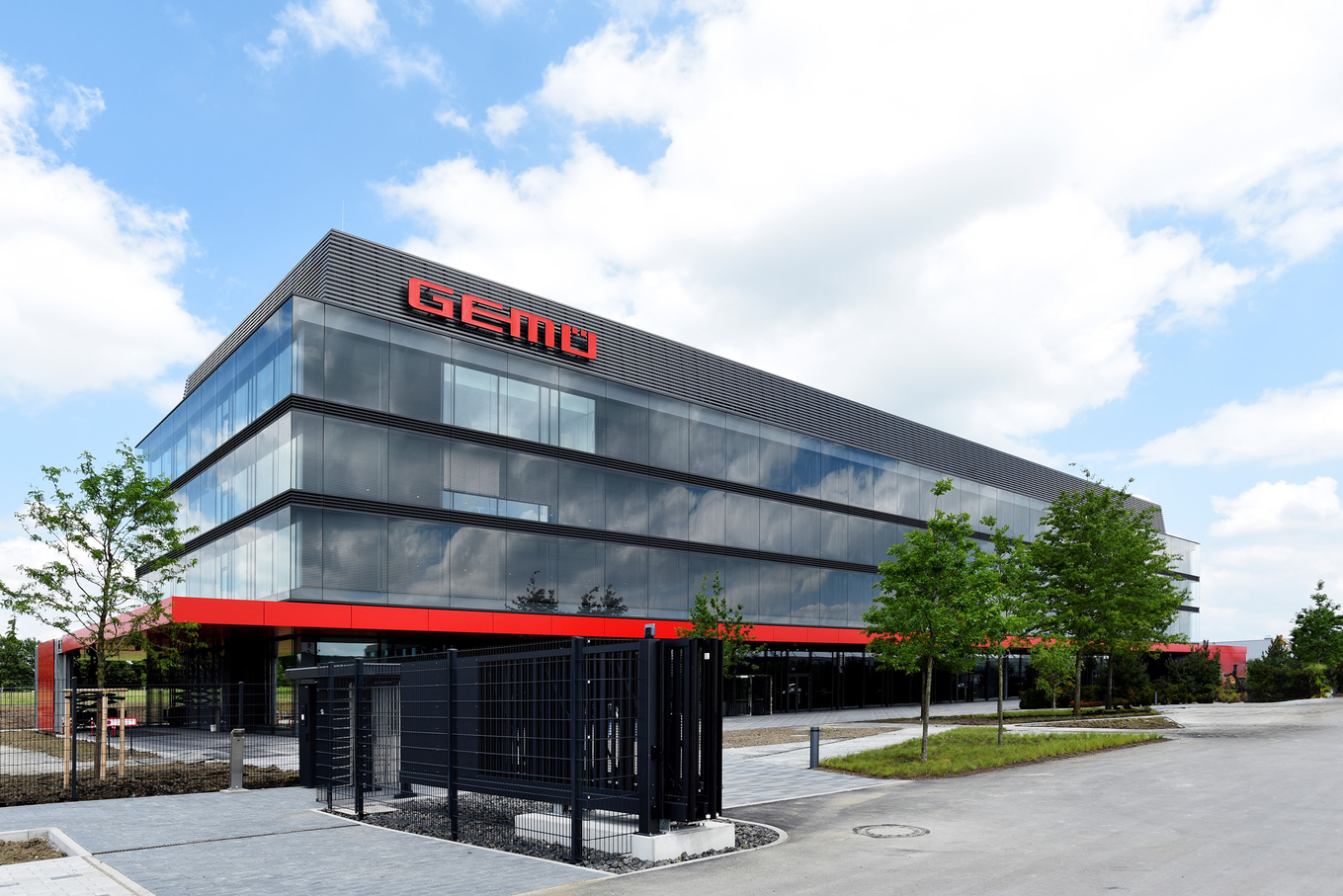
GEMÜ-Headquarters im Gewerbepark Hohenlohe

Die Zentrale des Unternehmens befindet sich seit Juni 2024 im Gewerbepark Hohenlohe in Kupferzell. Hier sind die Geschäftsführung sowie weitere Unternehmensbereiche angesiedelt. Direkt daneben liegt das Produktions- und Logistikzentrum Europa, das 2013 fertiggestellt wurde. Dies ist baulich mit dem im Juni 2018 eröffneten Oberflächentechnologiezentrum verbunden. Damit umfasst der gesamte Gebäudekomplex circa 17.000 m². 
Im Stammsitz des Unternehmens in Ingelfingen-Criesbach befinden sich neben Teilen der Verwaltung auch Teile der Produktion. Der Standort wurde 1965 errichtet und seitdem kontinuierlich ausgebaut. Der GEMÜ Dome in Niedernhall-Waldzimmern wurde 2009 gebaut und dient als Entwicklungs- und Innovationszentrum.
Weitere Produktionsstandorte betreibt das Unternehmen im schweizerischen Emmen LU, in Brasilien, den USA, Frankreich, China und Indien. Im Rahmen seines globalen Produktionskonzeptes erweiterte GEMÜ 2020 seine Produktionsstätte in Shanghai und baut seine Kompetenz für Absperrklappen weiter aus.

## Produkte und Aktivitäten
GEMÜ produziert Membran-, Sitz- und Magnetventile, Absperrklappen, Durchflussmesser, Stellungsregler und -rückmelder sowie Zubehör. Seit 2016 bietet das Unternehmen auch RFID-Produkte an.
Die Produkte werden zum Beispiel in der Mikroelektronik und Halbleiterfertigung, der Nahrungsmittel- und Getränkeindustrie, der Pharmazie und Biotechnologie, der weiterverarbeitenden Industrie oder auch der Medizintechnik eingesetzt. Auf dem Gebiet der Ventil-, Prozess- und Regelungstechnik für sterile Prozesse ist GEMÜ Weltmarktführer.
Zum Unternehmen gehören auch das Schlosshotel Ingelfingen und das Weinbaumuseum Ingelfinger Fass.

## Auszeichnungen
Seit 2017 ist GEMÜ laut der WirtschaftsWoche Weltmarktführer im Bereich Ventil-, Prozess- und Regelungstechnik für sterile Prozesse.

## Veröffentlichungen
Walter Döring: GEMÜ. In: Weltmarktführer. Innovationen made in Schwäbisch Hall-Hohenlohe. Mit einem Geleitwort von Peter Altmaier und Nicole Hoffmeister-Kraut, Molino Verlag, Schwäbisch Hall und Sindelfingen 2020, S. 137–146. ISBN 978-3-9820231-5-1.